# Мирошников, Павел Дмитриевич
Павел Дмитриевич Мирошников (1899—1979) — советский военачальник и военный педагог, генерал-лейтенант войск связи (1943). Начальник Военной Краснознамённой академией связи имени С. М. Буденного (1949—1951, 1953—1961), участник Гражданской войны, Советско-финляндской и Великой Отечественной войн.

## Биография
Родился 18 декабря 1899 года в Курской области.
С 1919 года призван в ряды РККА, участник Гражданской войны в должности командира взвода и роты связи, воевал на Восточном и Туркестанском фронтах. с 1921 по 1924 год обучался в Высшей военной школе связи. С 1924 по 1930 год — начальник связи стрелкового корпуса Ленинградского военного округа. С 1930 по 1934 год обучался в Военной электротехнической академии РККА имени С. М. Будённого. С 1934 по 1936 год — начальник связи Особой Краснознамённой Дальневосточной армии.
В 1936 по 1939 год на педагогической работе в Военной электротехнической академии РККА имени С. М. Будённого в качестве старшего преподавателя. с 1939 по 1940 год — заместитель начальника связи Северо-Западного фронта, участникСоветско-финляндской. С 1941 по 1944 год в период Великой Отечественной войны служил в должностях руководителя главного узла связи Генеральном штабе РККА и начальника связи Западного стратегического направления. С 1944 по 1945 год — начальник связи Забайкальского фронта и заместитель начальника связи Главного командования советских войск на Дальнем Востоке.
С 1946 по 1949 год — начальник Киевского военного училища связи имени М. И. Калинина. С 1949 по 1951 и с 1953 по 1961 год — начальник Военной Краснознамённой академии связи имени С. М. Буденного. С 1951 по 1953 год работал в Министерстве промышленности средств связи СССР в должности заместителя министра.
С 1961 года в запасе.
Скончался 21 сентября 1979 года в Москве, похоронен на Кунцевском кладбище.

## Высшие воинские звания
- Генерал-майор войск связи (1.10.1942)
- Генерал-лейтенант войск связи (29.10.1943)[4]

## Награды
- Орден Ленина (21.02.1945)
- три ордена Красного Знамени (31.12.1941, 03.11.1944, 20.06.1949)
- Орден Кутузова II степени (02.09.1945)
- Орден Отечественной войны I степени (14.02.1943)
- Орден Красной Звезды (05.02.1940)
- Медаль «XX лет РККА» (1938)
- Медаль «За оборону Москвы» (01.05.1944)
- Медаль «За оборону Сталинграда» (22.12.1942)
- Медаль «За победу над Германией в Великой Отечественной войне 1941—1945 гг.» (09.05.1945)
- Медаль «30 лет Советской Армии и Флота»[5][6]